# Reisdorf
Reisdorf (luxembourgsk: Reisduerf) er en kommune og et byområde i Luxembourg. Kommunen, som har et areal på 14,84 km², ligger i kantonen Diekirch i distriktet Diekirch. I 2005 havde kommunen 854 indbyggere. 

## Galleri
- Reisdorf set fra nord
- Reisdorf Rådhus
- Reisdorf Rådhus og kirken

49°52′00″N 6°16′00″Ø / 49.8667°N 6.2667°Ø